# Kolonia Nieszawa (Nieszawa)
Kolonia Nieszawa (dawn. Kolonia Nieszawska) – część miasta Nieszawy w Polsce, w województwie kujawsko-pomorskim, w powiecie aleksandrowskim. Rozpościera się w okolicy ulicy Kolonia Nieszawa, w południowo-zachodniej części miasta.
Do końca 1968 roku były to grunty rolne miasta Nieszawy. 1 stycznia 1969 wyłączono je (484,38 ha) z granic Nieszawy i włączono do gromady Zbrachlin w tymże powiecie. 1 stycznia 1973 obszar ten utworzył odrębne sołectwo o nazwie Kolonia Nieszawska w nowo utworzonej gminie Nieszawa.
1 czerwca 1975 roku miejscowość weszła w skład nowo utworzonego woj. włocławskiego.
2 kwietnia 1991 Kolonię Nieszawa (484,09 ha) wyłączono z gminy Waganiec, włączając ją ponownie do Nieszawy. Jedynie niewielka część, 0,29 ha (484,38 ha - 484,09 ha), pozostała poza granicami miasta.